# Annemarie Schwarzenbach
Annemarie Schwarzenbach (født 23. maj 1908 i Zürich, død 15. november 1942 i Engadin) var en schweizisk forfatter, journalist og fotograf.

## Biografi
Schwarzenbach voksede op i en af datidens rigeste familier i Schweiz. Hun studerede i Zürich og Paris og skrev sin doktorafhandling som 23-årig i 1931. Hun havde allerede da skrevet sin første bog og var venner med Klaus og Erika Mann, der var børn af forfatteren Thomas Mann.
Schwarzenbach arbejdede en tid som journalist i Berlin men gav sig år 1933 ud på en rejse mod Pyrenæerne med fotografen Marianne Breslauer. På rejsen besøgte hun blandt andet Beirut, Jerusalem, Bagdad, Baku og Teheran. I Teheran mødte hun den franske diplomat Claude Clarac, som hun senere blev gift med. Alt var godt, hun fik fransk statsborgerskab og diplomatpas. Men hendes affære med den tyrkiske ambassadørs datter i Teheran forårsagede en skandale.
To af hendes bøger blev udgivet i Schweiz i 1937 efter at Schwarzenbach var rejst til USA. Hun tog senere til Østeuropa hvor hun fotograferede. Hendes fotografier portrætterer Europa under fascismens stigende indflydelse.
Under sin tid i Berlin havde Schwarzenbach for første gang anvendt morfin, og stofafhængighed kom til at plage hende resten af livet. Efter at være vendt tilbage til Europa, og under den følgende rejse til Afghanistan, som var tænkt som en afvænningsrejse, blev hendes afhængighed i stedet forværret. Hun forlod sin rejsekammerat i Kabul efter konflikter og rejste derefter endnu en gang til USA hvor hun blev ramt af en depression på grund af en ulykkelig kærlighedshistorie. Den psykiatriske klinik, hvor hun var indlagt, udskrev hende på en betingelse: at hun forlod landet.
Schwarzenbach døde i november 1942, kort efter en cykelulykke i nærheden af Silssøen i Schweiz.

## Selektiv bibliografi
Ingen af Schwarzenbachs værker er oversat til dansk (endnu).
- Freunde um Bernhard. Roman. Amalthea-Verlag, Wien 1933
- Lyrische Novelle. Rowohlt Verlag, Berlin 1933
- Winter in Vorderasien. Tagebuch einer Reise. Rascher, Zürich 1934
- Lorenz Saladin. Ein Leben für die Berge. Hallwag, Bern/Stuttgart 1938
- Das glückliche Tal, Morgarten, Zürich 1940
- Bei diesem Regen. Lenos, 1989.
- Jenseits von New York. Lenos, 1992
- Tod in Persien. Lenos, 2003.
- Auf der Schattenseite. Lenos, 1995
- Flucht nach oben. Lenos, 1999
- Alle Wege sind offen. Lenos, 2000.
- Winter in Vorderasien. Lenos, 2002.
- Insel Europa. Lenos, 2005
- Kongo-Ufer / Aus Tetouan. Erstdruck aus dem Nachlass, esperluète editions, 2005
- Georg Trakl. In: Mitteilungen aus dem Brenner-Archiv 23/2004, S. 47-81
- Pariser Novelle. In: Jahrbuch zur Kultur und Literatur der Weimarer Republik 8, 2003, S. 11-35.
- Unsterbliches Blau. Gemeinsam mit Ella K. Maillart und Nicolas Bouvier, Neuauflage bei Scheidegger & Spiess, 2003
- Wir werden es schon zuwege bringen, das Leben. Briefe von A. Schwarzenbach an Klaus und Erika Mann. Centaurus-Verlag, 1992
- Eine Frau zu sehen,, Kein & Aber, Zürich 2008
- Vor Weihnachten. [1933]. In: Wolfgang Klein u.a. (Hrsg.): Dazwischen. Reisen – Metropolen – Avantgarden. Aisthesis, Bielefeld 2009, S. 69–79. ISBN 978-3-89528-731-2.
- Orientreisen. Reportagen aus der Fremde. Edition Ebersbach, Berlin 2010; 2. Auflage 2011. ISBN 978-3-86915-019-2.
- Das Wunder des Baums. Roman. Aus dem Nachlass herausgegeben und mit einem Nachwort von Sofie Decock, Walter Fähnders und Uta Schaffers. Chronos, Zürich 2011, ISBN 978-3-0340-1063-4.
- Afrikanische Schriften. Reportagen – Lyrik – Autobiographisches. Mit dem Erstdruck von «Marc». Hrsg. von Sofie Decock, Walter Fähnders und Uta Schaffers. Chronos, Zürich 2012, ISBN 978-3-0340-1141-9.